# Kobilić
Kobilić är en ort i Kroatien.   Den ligger i länet Zagrebs län, i den centrala delen av landet, 13 km sydost om huvudstaden Zagreb. Kobilić ligger 102 meter över havet och antalet invånare är 533.
Terrängen runt Kobilić är mycket platt. Runt Kobilić är det ganska glesbefolkat, med 48 invånare per kvadratkilometer. Närmaste större samhälle är Zagreb - Centar, 13,0 km nordväst om Kobilić. Trakten runt Kobilić består till största delen av jordbruksmark.